# Čerkesie
Čerkesie nebo Čerkesko (adygejsky Адыгэ Хэку, „Adygejská vlast“) je bývalá země, zaniklý stát a historický region na severním Kavkaze a na severovýchodním pobřeží Černého moře. Je domovem Čerkesů (Adygejců), kteří jsou příbuzní Abchazů, ale vyznáním převážně muslimové. Sami Čerkesové však tento pojem nepoužívají a svou zemi ve svém jazyce nazývají Адыгэ Хэку (Adıgə Xəku) nebo Адыгей (Adıgey). Jako stát byla Čerkesie po většinu času konfederací mnoha feudálních knížectví, před svým zánikem byla krátce republikou. Byla zničena během rusko-čerkeské války (1763–1864), která začala ruskou okupací a postupně bylo 91 % Čerkesů z tohoto regionu vyhnáno. Ruská generalita považovala Čerkesy jen za horaly a horské bandity. Dnes většina Čerkesů žije v exilu.
Historicky Čerkesie pokrývala jižní polovinu dnešního Krasnodarského kraje, Adygejsko, Karačajsko-Čerkesko, Kabardsko-Balkarsko a části Severní Osetie-Alanie a Stavropolský kraj, ohraničené řekou Kubáň na severu, která ji oddělovala od carského Ruska.

## Geografie

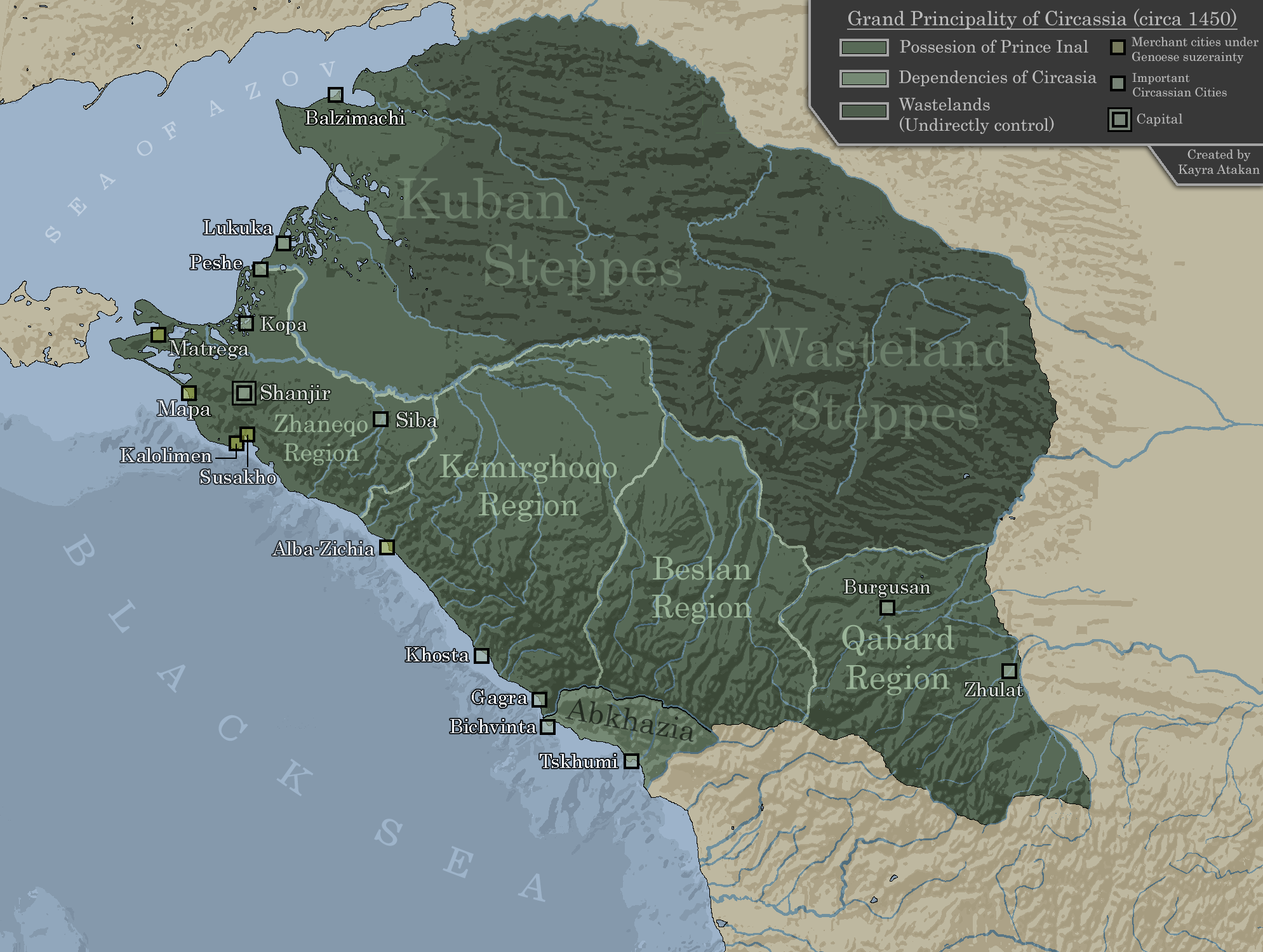
Čerkeské země v roce 1450
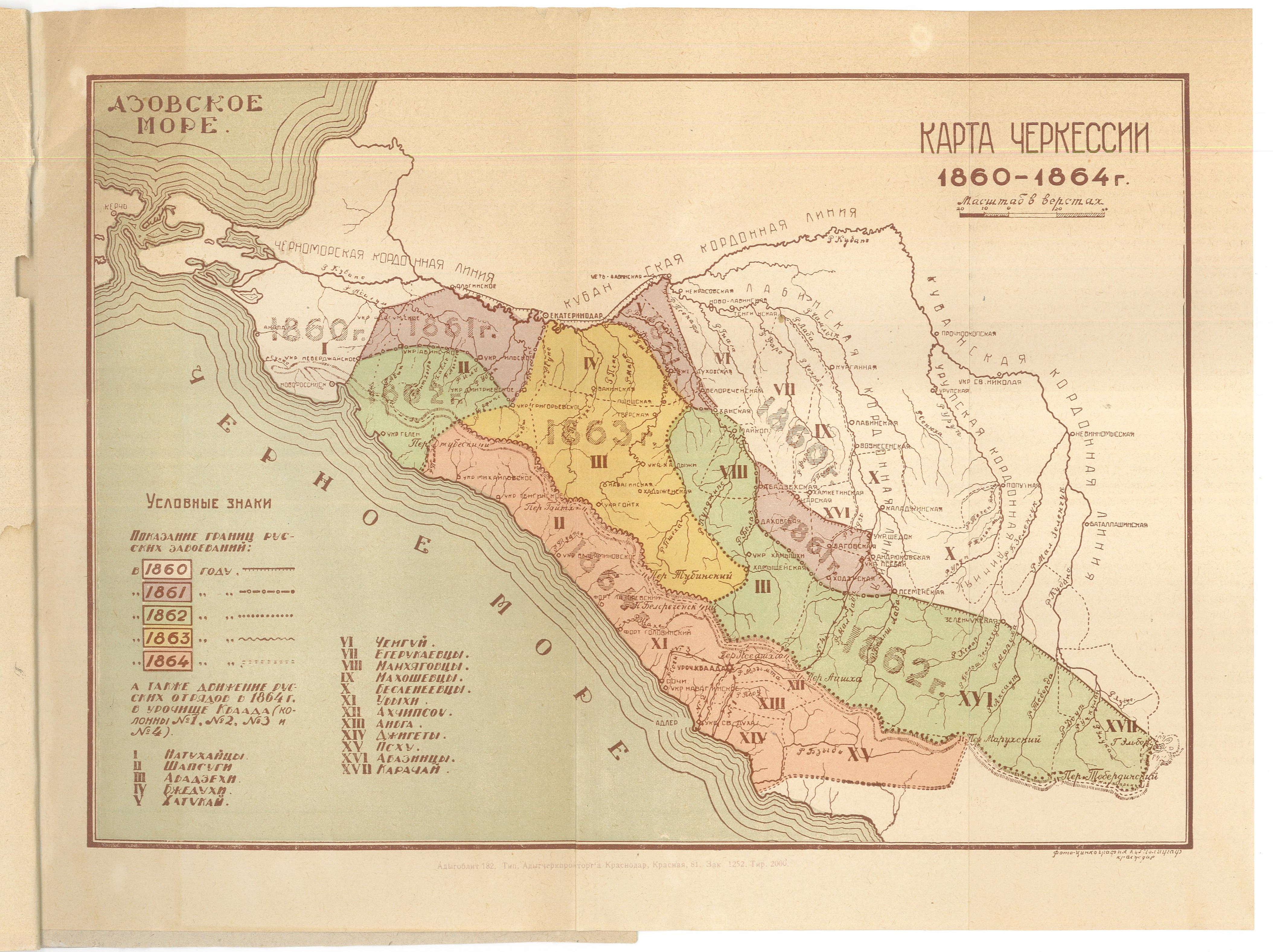
Mapa Čerkesie 1860–1864

## Symbolika

varianty vlajky:
1830–1864
1837
?–1840